# Alma (Theaterstück)
Alma – A Show Biz ans Ende ist ein Theaterstück des israelischen Autors Joshua Sobol, bei dem verschiedene Szenen aus dem Leben von Alma Mahler-Werfel simultan in verschiedenen Stockwerken und Zimmern eines Gebäudes gespielt werden. 1999 entstand daraus ein dreiteiliger Fernsehfilm von Uraufführungsregisseur Paulus Manker.

## Inhalt
Das Stück beschreibt in verschiedenen, parallel ablaufenden Szenen das Leben der Künstlermuse Alma Mahler-Werfel. Im ersten Teil wird die Geschichte Almas mit Gustav Mahler erzählt, ihre Heirat, Almas Trennung von Gustav Klimt, dem Burgtheaterdirektor Max Burckhard und ihrem Klavierlehrer Alexander Zemlinsky. Nach acht Jahren Ehe lernt Alma dann den jungen Architekten Walter Gropius kennen und verliebt sich in ihn. Ein zweiter Handlungsstrang erzählt die Geschichte von Gropius, seine Begegnungen mit Franz Werfel, seine Liebesnacht mit Alma und die Konfrontation mit Mahler. Eine große Aussprache lässt einen verzweifelten Mahler zurück, der Trost in einer Analyse bei Sigmund Freud sucht. Ebenfalls parallel verläuft der Handlungsstrang Franz Werfels, seine Begegnung mit Almas Tochter Anna Mahler, seine Reise nach Palästina 1925, sein Welterfolg als Romanautor und die Emigration in die USA. Am Ende des ersten Teils wird in einem großen Leichenzug Gustav Mahler zu Grabe getragen. Das Publikum bekommt anschließend eine Einladung zu Mahlers Leichenschmaus.
Im zweiten Teil taucht Oskar Kokoschka auf, dem Alma in einer ekstatischen Liebesbeziehung verbunden war. Er muss in den Krieg und wird schwer verwundet. Parallel erfährt Franz Werfel in Italien vom Verbot seiner Bücher in NS-Deutschland, er emigriert mit Alma nach Santa Barbara in Kalifornien und stirbt dort 1945. Kokoschka lässt sich aus Enttäuschung eine lebensgroße Puppe von Alma machen und lädt alle Beteiligten zu einem orgiastischen Maskenball ein. Die Puppe wird enthauptet und im Triumph davongetragen. Alma lässt in einem finalen «Grande Valse Brillante» noch einmal alle Männer ihres Lebens an sich vorüberziehen.
Das Stück wurde im Laufe der Jahre immer wieder um neue Szenen und Figuren erweitert. So kamen etwa Almas Tochter Manon Gropius, Almas letzter Liebhaber, der Priester Johannes Hollnsteiner, Almas Vater Emil Jakob Schindler, die Puppenmacherin Hermine Moos, der Biologe Paul Kammerer, der portugiesische Generalkonsul Aristides de Sousa Mendes und der Gründer der „Jewish Arab Workers Fraternity“, Aron Cohen, hinzu.

## Aufführungsgeschichte
Das interaktive Theaterstück, das vom Autor Polydrama genannt wird, wurde 1996 vom Intendanten Klaus Bachler für die Wiener Festwochen initiiert und im ehemaligen Sanatorium Purkersdorf in der Regie von Paulus Manker uraufgeführt. Das Sanatorium in der Nähe von Wien ist ein Bauwerk des Jugendstil-Architekten Josef Hoffmann, einem Freund von Alma Mahlers Stiefvater Carl Moll und der Architekt von Alma Mahlers Villa auf der Hohen Warte.
Die Atmosphäre des Bauwerks und die Möglichkeit für die Zuschauer, in verschiedenen Räumen der theatralischen Inszenierung von Alma Mahler-Werfels Leben gleichsam wie einer ihrer zeitgenössischen Gäste interaktiv teilzuhaben, bescherten dem „Polydrama“ in den Jahren 1996 bis 2011 über 400 ausverkaufte Vorstellungen. Das Stück wurde zum Kult; 1999 wurde es von Manker auch verfilmt.
Alma wird vom Autor als „theatralische Reise“ bezeichnet, mit vielen verschiedenen Stationen, Personen und parallelen Handlungssträngen. Der Zuschauer wird auf eine Reise durch Zeit und Raum geschickt und kann sich entscheiden, welcher Person und Perspektive er folgen möchte. Er gibt seine konventionell-passive Rolle auf und bleibt doch Konsument, zumal der Besuch der Aufführung mit einem Galadiner verbunden ist. Es wird empfohlen, das Stück wenigstens dreimal zu besuchen, doch der Rekord liegt inzwischen bei 73 Besuchen eines begeisterten Zuschauers.
Nach dem Sanatorium Purkersdorf bei Wien folgten mehrsprachige Fortsetzungen an Almas Lebensorten: 2002 Venedig (im armenischen Palazzo Zenobio), 2003 Lissabon (Convento dos Inglesinhos), 2004 Los Angeles (Los Angeles Theatre in Downtown LA), 2005 Schloss Petronell bei Wien, 2006 Kronprinzenpalais in Berlin und 2007 im Kurhaus Semmering auf dem Semmering, unweit von Alma Mahlers Sommerhaus in Breitenstein. Für die „Erschließung des Kurhauses Semmering“ wurde die Ausstatterin Nina Ball 2007 für den Nestroy-Theaterpreis nominiert.
Für 2008 war als Spielort Jerusalem geplant, wo das Stück auch in Hebräisch mit Teilen in Jiddisch zum 60. Geburtstag des Staates Israel aufgeführt werden sollte. Gespielt wurde 2008 dann aber in Wien im k.k. Post- und Telegrafenamt in Deutsch und Englisch. Die Produktion wurde im Juli 2009 am selben Ort wieder aufgenommen und reiste danach erst nach Jerusalem, wo es im Oktober 2009 im Museum for Underground Prisoners, dem ehemaligen Zentralgefängnis der britischen Mandatsverwaltung, mit israelischen und europäischen Schauspielern in Hebräisch und Englisch Premiere hatte. Diese Aufführung wirbelte viel Staub auf, da das israelische Verteidigungsministerium, der Betreiber des Museums, Sobols Stück zensierte und sogar Abbildungen von Gemälden Oskar Kokoschkas und dessen lebensgroßer Alma-Puppe verbot. Sobol ersetzte „unsittliche“ Wörter durch metaphorische Bilder, „die eigentlich viel mehr Assoziationen hervorrufen als die geläufigen Begriffe“ (Sobol). Auch eine brisante neue Szene wurde eigens für die israelische Aufführung hinzugefügt: Ein fiktives Treffen zwischen dem Gründer der „Jewish Arab Workers Fraternity“ Aron Cohen und Alma Mahler-Werfel im Gefängnis von Jerusalem, also am Spielort selbst, über die friedliche Koexistenz von Juden und Arabern bildete eine neue Station des Stückes.
2010 wurde das Stück in seinem 15. Jahr wieder in Wien, im k.k. Post- und Telegrafenamt aufgeführt, wobei am 7. Juli dort der 150. Geburtstag von Gustav Mahler begangen wurde. Spielort 2011 war, im 100. Todesjahr Gustav Mahlers, das Palais Martinic am Hradschiner Platz in Prag. 2012 wurde erneut zweisprachig im k.k. Post- und Telegrafenamt in Wien gespielt, erstmals auch als Silvestervorstellung. Im August 2013 fanden, nun bereits im 18. Jahr. die letzten Vorstellungen in Wien statt. 2014 wurde in den Raxwerken in Wiener Neustadt gespielt, wo das Stück sein 20-jähriges Jubiläum feierte. 2017 wurde das Stück erneut in Wiener Neustadt aufgeführt, am 25. August 2018 wurde dort die 500. Aufführung gefeiert. 2022 wurde in Berlin das 25-jährige Jubiläum der Aufführung gefeiert.
2010 erhielt Paulus Manker für Alma den Publikumspreis des Theaterpreises "Nestroy".
Im Sommer 2023 war das Stück im Südbahnhotel am Semmering zu Gast, unweit von Alma Mahlers Sommerresidenz in Breitenstein am Semmering und spielte dort 33 ausverkaufte Vorstellungen. Es kam zu Streitigkeiten um die Nutzungsdauer des Hauses und um Karteneinnahmen sowie am 3./4. August 2023 zu einem Überfall auf die Aufführung durch einen vom Südbahnhotelbesitzer Christian Zeller angeheuerten, 10köpfigen Schlägertrupp, der das Publikum und die Mitarbeiter der Theaterproduktion "bedrängte, belästigte und bedrohte". Letztlich wurden im November 2024 bei einer Zwangsversteigerung Requisiten der Produktion „Alma“ verkauft.

## Darsteller
Darsteller der Alma in den verschiedenen Lebensaltern waren im Laufe der Jahre Susi Nicoletti, Jennifer Minetti, Eleonore Zetzsche, Brigitte Antonius, Carola Regnier, Christine Ostermayer, Jutta Hoffmann und Anna Eva Koeck sowie Milena Vukotic in Venedig, Simone de Oliveira in Lissabon, Flo Lawrence in Los Angeles und Aviva Marks in Jerusalem; 1996 debütierte Johanna Wokalek als junge Alma, die auch von den folgenden Schauspielerinnen verkörpert wurde: Nicole Ansari, Pamela Knaack, Josefin Platt, Anja Laïs, Birge Schade, Sabine Wegner, Susanne Wolff, Melanie Herbe, Lea Mornar, Wiebke Frost, Merjam Abbas, Martina Stilp, Jenni Sabel, Donja Golpashin, Myriam Schröder, Katja Sallay, Ryan Templeton, Maria Vargo, Tiffany Elle, Adi Gilat, Martina Ebm, Veronika Glatzner, Anna Franziska Srna, Lisa-Lena Tritscher, Iris Maria Stromberger, Elisabeth Kofler, Iris Schmid, Claudia Kohlmann, Anna Werner Friedmann und Marie Theres Müller.
Almas Männer und Liebhaber wurden gespielt von:
- Gustav Mahler: Helmut Berger, Rainer Frieb, Robert Hunger-Bühler, Lukas Miko, Andreas Patton, Christian Klischat, Paulus Manker, Doron Tavori, Stefan Kolosko, Bernhard Bauer, Gregor Hellinger
- Walter Gropius: Victor Schefé, Sebastian Blomberg, Matthias Deutelmoser, Wolfram Rupperti, Xaver Hutter, Florian Hertweck, Markus Heinicke, Max Vierboom, Ferdinand Stahl, Moran Kal, Benjamin Plautz, Béla Emanuel Bufe, Andreas Wanasek, Maximilian Pulst, Gregor Hellinger, David Alonso, Benjamin Spindelberger
- Franz Werfel: Peter Kern, Juergen Maurer, Nikolaus Paryla, Christian Klischat, Golan Azoulai, Mirkus Hahn, Gerald Walsberger, Henry Arnold
- Oskar Kokoschka: Paulus Manker
- Alexander Zemlinsky: Georg Schuchter, Max Mayer, Raphael von Bargen, Ruben Garcia, Matthias Luehn, Karim Cherif, Martin Hemmer, Simon Alois Huber, Nikolaus Firmkranz, Benedikt Häfner, Jakob Schmölzer, Christian Korthals
- Gustav Klimt: Hendrik Pape, Holger Daemgen, Haymon Maria Buttinger, Maximilian Hilbrand, Peter Wolf, Max Mayer, Matthias Lühn, Bernhard Klampfl, Bastian Parpan, Gintas Jocius, David Ketter, Gunter Matzka, Christian Korthals, Thomas von Wallersbrunn
- Max Burckhard: Heinrich Herki, Rainer Frieb, Haymon Maria Buttinger, Sven Dolinski, Florian Hackspiel, Thomas Pohn, Alexander Abramyan, Ari Gosch
- Almas Kammerdiener Almaniac wurde verkörpert von Albert Kitzl, Thomas Stolzeti, Yoav Levi, Stefan Puntigam, Stefan Rehberg, René Rebeiz, Gregor von Holdt
- Kokoschkas Dienstmädchen Reserl spielten Angelika Richter, Stefanie Dvorak, Gabi Herz, Judith van der Werff, Bernadette Perez, Hilde Dalik, Evi Kehrstephan, Ivana Rauchmann, Jula Zangger, Jana Podlipna, Pia Bundy, Laura Antonella Rauch, Mirjana Milosavljevic, Johanna Hainz, Anú Sifkovits, Daniela Kruse, Clara Lou Kindel

In weiteren Rollen waren zu sehen Maik Solbach (Koloman Moser), Jörg Ratjen (Johannes Hollnsteiner), Lilly Kroth (Lilli Lieser), Soi Schüssler (Manon Gropius), David Ignjatovic (Chauffeur Paul), Rebecca Richter (Lilli Lieser), Robert Karolyi (Diener August Hess, Chauffeur Paul).
In den Purkersdorfer Jahren war Hollywood-Heimkehrer Leon Askin zu Gast bei «Alma», der mit Alma in den 1960er Jahren eng befreundet war. Er erzählte aus seinen Erinnerungen und stand dem Publikum in einer „Alma Talk-Show“ Rede und Antwort.

## Polydrama
Joshua Sobol über das Polydrama:
Ein Polydrama ist ein Drama, das aus mehreren miteinander verwobenen Handlungssträngen besteht, die parallel an verschiedenen Orten stattfinden und gespielt werden.
Ein Polydrama ist eine theatralische Reise, da die ausgetretenen Wege des auf Konflikt und Situation basierenden Schauspiels verlassen werden und die Möglichkeiten eines Reise-Dramas verwendet werden, in denen der Protagonist/die Protagonistin nicht in eine einzige Handlung oder einen einzigen Konflikt gefangen oder verwickelt ist, sondern auf einer nach allen Seiten offenen Straße dahinreist, sich in Menschen ver-liebt und ent-liebt, die auftauchen und wieder verschwinden und für einige Momente die Route der Reisenden kreuzen.
Der Beobachter eines Polydramas wird eingeladen, die bewegungslose Haltung des Zusehers eines konventionellen Schauspiels zu verlassen und sie durch die Aktivität und die Mobilität des Reisenden zu ersetzen. Daher wird der Zuseher ein Weggefährte, der durch dieses Reise-Drama reisenden Figuren, der die Ereignisse, den Weg und die Person, der er nach jedem Ereignis folgt, selbst auswählt, und dadurch seine eigene Version des Polydramas aufbaut, zerstört und erneut entstehen lässt.

## Pressestimmen
Alma ist mehr als ein Theater-Spektakel, es ist eine Theater-Faszination. Ein interaktives Gesamtkunstwerk, geistreich, sinnlich und voller Leidenschaft. (Süddeutsche Zeitung)
Ein von Phantasie verzauberter Ort, ein ganz und gar ungewöhnliches, hinreißendes Spektakel. Naturgemäß dominieren Helmut Bergers ergreifender Mahler und Mankers exzessiver Kokoschka das Spiel. Doch ist das gesamte Team an dem Triumph beteiligt. (Kurier)
Mankers Festwocheninszenierung ist von magischer Dichte und nicht eine Sekunde langweilig. Herrlich wild und vulgär, leidenschaftlich, bunt und vielschichtig. Wer kann, sollte Alma zumindest dreimal sehen, um nur ja keine Szene zu versäumen. (Salzburger Nachrichten)
Eine Ruinen-Begehung als Leichenbegängnis und Geisterbeschwörung. Nirgends zauberhafter als in der Jugendstil-Ruine des ehemaligen Sanatoriums Purkersdorf von Josef Hoffmann. Dort ereignet sich ein Synchron-Schauspiel der besonderen Art. (Frankfurter Allgemeine)
Ein Theater und Gesellschaftsereignis, das zur ständigen Einrichtung in unserer Stadt werden sollte und in keinem Angebot eines Wienbesuches fehlen sollte. Eine großartige Idee und Umsetzung, ein Inszenarium, das Herz und Sinne öffnet. (Neue Illustrierte Welt)
Paulus Manker hat in der Vollmondnacht eine Alma Mania ausgerufen. Die fiktive Party zu Almas Geburtstag wurde vom Premierenpublikum heftig beklatscht. Leon Askin machte seinen Auftritt zur eigenen Talk Show. Sein Stargast war die Enkelin von Alma (eine geborene Zsolnay), die in Wien lebt. (Der Standard)
Der Erlebniswert des drei Stunden langen Happenings übertrifft den der meisten herkömmlichen Theaterveranstaltungen. Der Überraschungserfolg der abgelaufenen Festwochen. (Falter)
Sinnlicher Leichenschmaus! Das Sehvergnügen wird noch bis 16. Juni gezeigt, falls die Fin-de-Siecle Metropole sich nicht ihrer Stärken besinnt und das neue Kultstück auf Dauer etabliert. (Der Spiegel)
Paulus Manker bringt das organisatorische Wunderwerk einer sich perfekt abspielenden Theatermaschine zuwege. Selten zuvor verlief ein Theaterabend so kurzweilig, lehrreich und erfüllend. Hingehen, miterleben! (Wiener Zeitung)
Eine aufwendige, detailverliebte Theaterproduktion, schlichtweg ergreifend. (Kronenzeitung)